# Palacio de la Zarzuela

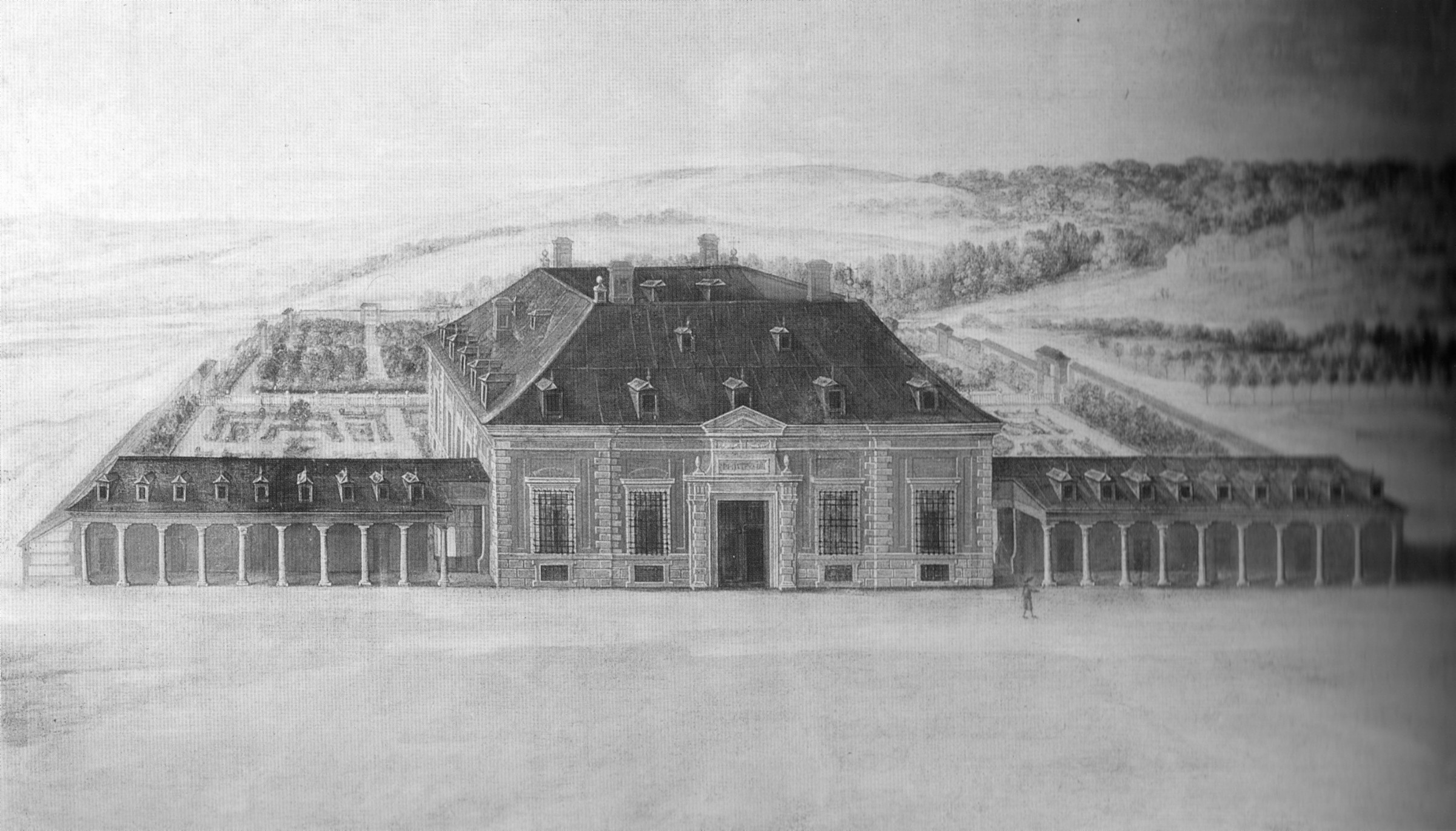
Der Zarzuela-Palast nach seiner Erbauung als Jagdschloss 1639

Der Palacio de la Zarzuela ([paˈlaθjo de la θaɾˈθwela], dt. Zarzuela-Palast) liegt am nordwestlichen Stadtrand von Madrid in den Bergen von El Pardo. Er ist seit 1962 Wohnsitz des damaligen Kronprinzen und späteren Königs Juan Carlos und der spanischen Königsfamilie.
Der Name Zarzuela („Brombeergestrüpp“) leitet sich von dem Flurnamen der Landschaft ab, in dem das frühere Jagdschloss errichtet wurde. Die Zarzuela, eine dem deutschen Singspiel vergleichbare spanische Musiktheatergattung, hat ihren Namen wiederum von dem Palast, wo diese Form des Musiktheaters erstmals aufgeführt wurde.

## Geschichte und Gestalt

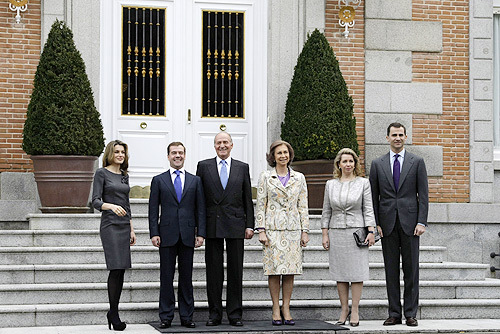
2009: Das Königs- und das Kronprinzenpaar vor dem Zarzuela-Palast, mit dem russischen Präsidenten und seiner Frau

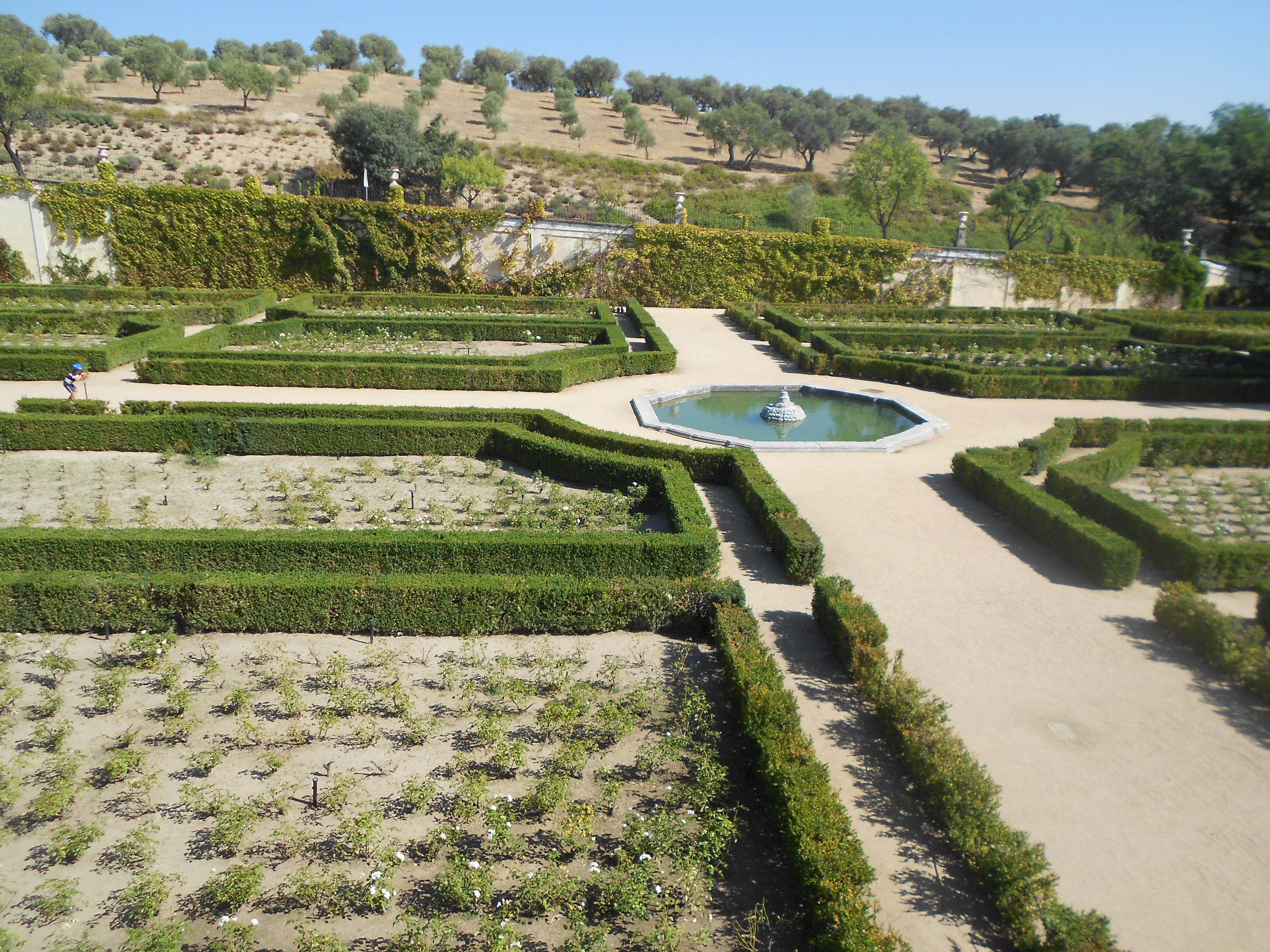
Park des Zarzuela-Palasts

Der Palast liegt relativ isoliert an einem Hang des Monte de El Pardo, oberhalb der Stadtteile El Plantío und Valdemarín, im Stadt-Distrikt Moncloa-Aravaca in Madrid. Er ist von weitläufigen Gärten umgeben, die eine Art Oase in der kargen Vegetation des Berglandes bilden. 
Kardinal Don Fernando von Spanien aus dem Hause Habsburg, ein Bruder des Königs Philipp IV., ließ das Gebäude 1634 von Juan Gómez de Mora als Jagdschloss entwerfen und bis 1638 von Alonso Carbonell errichten. König Karl IV. aus dem Hause Bourbon-Anjou ließ die Innenräume im 18. Jahrhundert im Rokokostil umgestalten.
Es handelt sich um ein vierflügliges Gebäude mit einem niedrigen Sockelgeschoss, einer Beletage und einem Mezzaningeschoss darüber, das einen kleinen Innenhof umgibt. Die unverputzte rote Ziegelfassade wird an der Eingangsfront von sechs Lisenen aus grauen Steinquadern gegliedert, aus denen auch der Sockel und die Fenster- und Türlaibungen bestehen. 
Nach starker Beschädigung im spanischen Bürgerkrieg wurde das kleine Jagdschloss 1960 unter Francisco Franco durch den Architekten Diego Méndez wiederhergestellt; die ausgebrannten Innenräume wurden neu gestaltet und ein niedriges Mezzaningeschoss mit neuem Dach aufgesetzt. Der Park wurde in Anlehnung an den Zustand des 17. Jahrhunderts wiederhergestellt, er ist in zwei langgestreckte Gartenterrassen gegliedert, die von Mauern mit Kolonnaden abgegrenzt sind; eine Treppenanlage verbindet das Schloss mit den beiden Terrassen und einem abschließenden Gartenparterre.
1962 stellte der Diktator Franco die Anlage dem Prinzen Juan Carlos de Borbón y Borbón, nach dessen Vermählung mit Sophia von Griechenland, als Wohnsitz zur Verfügung. 1969, nach der Geburt von deren Sohn Felipe, ernannte er Juan Carlos zum Príncipe de España und präsumptiven Nachfolger. Nach ihrer Thronbesteigung 1975 verzichteten Juan Carlos und Sophia darauf, in den gartenlosen und unwohnlichen Königspalast in der Innenstadt von Madrid umzuziehen, der jedoch für Repräsentationszwecke genutzt wird und als Sitz der Hofbehörden dient. Sie zogen es vor, mit ihren Kindern im Zarzuela-Palast wohnen zu bleiben.
Im Untergeschoss befinden sich Lagerräume und die Küche, im Erdgeschoss das Arbeitszimmer des Königs und seiner Mitarbeiter, die Bibliothek, der Speisesaal und das Besucherzimmer. Das Dachgeschoss beherbergt Gäste- und Studierzimmer. In den 1990er-Jahren wurden an die Längsseiten des Palastes zwei Seitenflügel angebaut, an deren Stelle sich ursprünglich zwei schmale Kolonnadenflügel befunden hatten. Die neuen, breiteren Flügel wurden mit ausgebauten Mansarddächern versehen. In einem Flügel befinden sich die Privatgemächer der Königsfamilie, im anderen das Sekretariat und der Sicherheitsdienst. Auf dem Gelände des Palastes gibt es zahlreiche Nebengebäude, darunter eine Kapelle, Sporteinrichtungen und einen Hubschrauberlandeplatz. Der Palast ist nicht öffentlich zugänglich.
Für den damaligen Kronprinzen Felipe wurde auf dem Gelände des Palastes ein eigenes zweistöckiges Haus im Stil einer spanischen Landvilla errichtet, das er seit Sommer 2002 bewohnt und auch nach seiner Thronübernahme im Juni 2014 mit seiner Familie als Wohnsitz beibehält. Sein Arbeitszimmer, von dem er seinen Amtsgeschäften nachgeht, befindet sich jedoch im Zarzuela-Palast. Seine täglichen Arbeitspflichten wie Empfänge in- und ausländischer Amtsträger, Vereidigungen von Ministern oder die Abhaltung von Kabinettssitzungen nimmt der Monarch im Zarzuela-Palast wahr, große Staatsempfänge und Diners finden hingegen im Palacio Real statt, der offiziellen Residenz des spanischen Königshauses, die ca. 20 Kilometer vom Zarzuela-Palast entfernt in der Stadtmitte Madrids liegt.
Weiter nordöstlich in den El-Pardo-Bergen, etwa acht Kilometer vom Zarzuela-Palast entfernt, befindet sich die ehemalige königliche Sommerresidenz Palacio El Pardo, die der Diktator Francisco Franco bis an sein Lebensende bewohnte und die heute der spanischen Regierung als Gästehaus dient.